# Dalen (Nizozemska)
Dalen (nizozemski donjosaski: Daoln) je selo i bivša općina u sjeveroistočnoj Nizozemskoj, u pokrajini Drenthe. Od 1998. godine, Dalen je dio općine Coevorden.
Selo je prvi put spomenuto u 12. stoljeću kao "in Dalon", ali je etimologija naziva nejasna. Dalen je esdorp, vrsta sela koja se razvila u ranom srednjem vijeku duž ceste koja vodi od Coevordena do Groningena. Selo ima dva trokutasta seoska trga.
Nizozemska reformirana crkva u Dalenu je crkva s tornjem iz 15. stoljeća. Crkva je oštećena tijekom opsade Coevordena 1813. godine, a obnovljena je 1824. godine.
U selu se nalaze mnoge trgovine, restorani, pekare i pub pod nazivom D'aolle Bakkerij. Dalen je poznat po svojim dvjema vjetrenjačama, Jan Pol i De Bente, koje su otvorene za javnost. U blizini se nalazi i Center Parcs obiteljsko odmaralište pod nazivom 'De Huttenheugte', a uz odmaralište se nalazi i tematski park Plopsa Indoor. Željeznička stanica Dalen povezuje selo s Emmenom i Coevordenom/Zwolleom.